# 老子道徳経

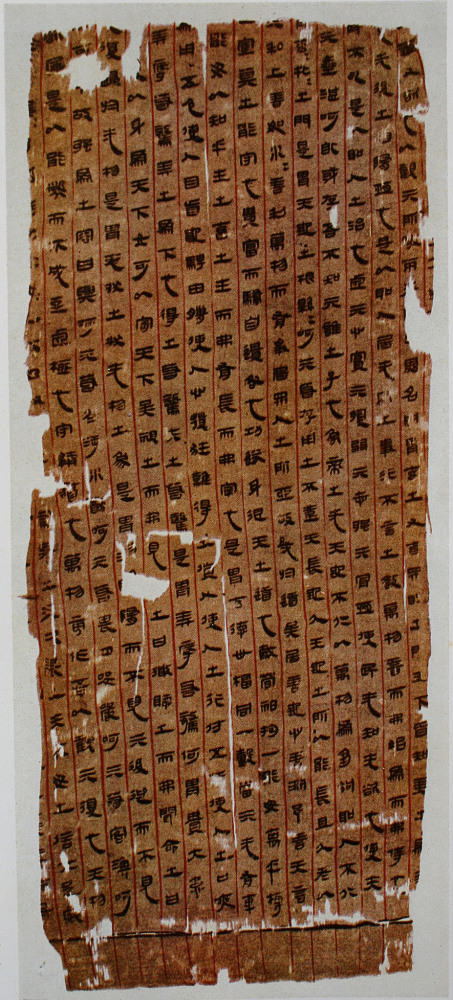
『老子』（馬王堆帛書乙本）

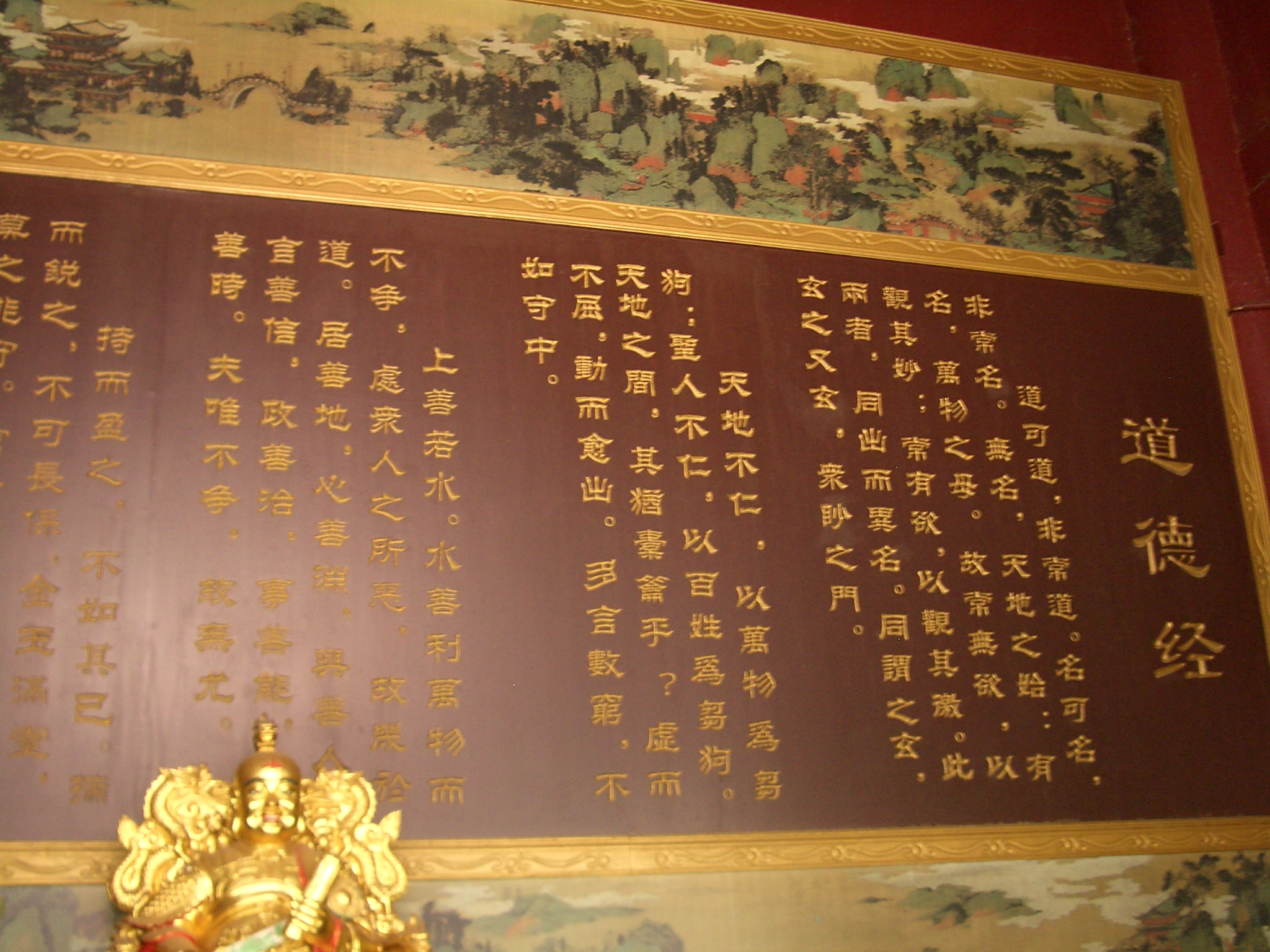
長春観太清殿の『老子道徳経』（武漢市）

『老子道徳経』（ろうしどうとくきょう） は、中国春秋時代の思想家老子が書いたと伝えられる書。『荘子』と並ぶ道家の代表的書物。上篇（道経）と下篇（徳経）に分かれ、あわせて81章から構成される。単に『老子』とも『道徳経』ともいう。道教では『道徳真経』ともいう。『老子五千言』『五千言』ともいう。

## 成立・伝来

### 『老子道徳経』成立についての伝説
『史記』老子韓非伝には老子道徳経について下記の伝承が記載されている。
老子は楚の苦県の人。姓は李氏、名は耳、字は伯陽、諡を聃という。周の図書館の守蔵吏（司書）をつとめていた。孔子は洛陽に出向いて彼に礼の教えを受けている。あるとき周の国勢が衰えるのを見て隠遁の志を起こし牛の背に乗って西方に向かった。函谷関を過ぎるとき、関守の尹喜の求めに応じて五千言の書を書き上げた。それが現在に伝わる『道徳経』である。

### 文献学上の老子道徳経
しかし、現在の文献学では、伝説的な老子像と『道徳経』の成立過程は、少なくとも疑問視されている。既に清の陳夢雷『古今図書集成』では、老子に関する話はどれも俗説で嘘が多いとしている。前述の、孔子が老子に教えを受けたという話の初出は『荘子』でとされる。しかし『荘子』の記述は創作が多く、これもそのうちの一つであり、事実ではないと元の羅璧は『孔子師老聃弁』で指摘している。孔子の孫の孔鮒が編んだ『孔子家語』には、このような話が全く出てこないためである。
近年ではそもそも論として老子の実在性すら怪しいということになった。まず、老子なる人物が実在した証拠がない。このことも既に清代に指摘されており、清朝が『古今図書集成』を作った時に集めた民間の伝説では老子は幾世代にもわたり転生を続けた人物とされていた。このことから老子の話はまるで信用できないといわれていた。民間の伝説では三皇五帝の頃からいた人物で、時代ごとに名前を変え、越では范蠡を名乗ったと言い、斉では鴟夷子を名乗り、呉では陶朱公を名乗っていたという。麥谷邦夫は、これを「老子転生説話」といっている。
つまり、老子は半ば伝説上の人物で、著者が特定できないのである。さらに、その人物が一人で『道徳経』を書いたということ自体が疑わしい。これが現在の主流の説である。この説では複数名が老子の作者ということになる。金谷治は老子の実在性を疑い、民間で言い伝えられたことわざや格言を集めたものではないかとしている。すなわち『荘子』で言及されている伝説的な賢者の老子は『老子道徳経』の作者ではなく、『道徳経』はのちの道家学派によって執筆・編纂されたものであろうということである。金谷治は「要するに[老子の成立は]はっきりせず、現存の書物との結び付きで考えれば、[老子の成立は]戦国中期（前4世紀）よりさかのぼることはできない。」としている。
この老子を作った集団についての研究もあり、加藤常賢は「老子は当時の社会から疎外されていた障害者集団（佝僂人）が、世間の有り様を『これは違う』と指摘して作ったものではないか」とした。
一方、研究者の間では「老子非実在説が通説ではあるが、『老子道徳経』は美しい韻文で書かれて首尾が一貫しており、複数名の手になるとは考えられない」という主張も存在する。この説は小川環樹や保立道久が唱えている。
『荘子』にたびたび登場している点から見て、老子の名は、当時（紀元前300年前後）すでに伝説的な賢者として知られていたと推測される。一方で『韓非子』（紀元前250年前後）には、『道徳経』からの引用がある。ただし、荘子以前に書物としての『老子道徳経』が存在したかは疑わしい。『道徳経』の文体や用語、その中にある思想は春秋時代ではありえず、戦国時代のものではないかとの指摘がある。
- 「大道廃れて仁義あり」の句があるが、「仁義」の語が使われるのは孟子以降である[12]。
- 「天下水よりも柔弱なるはなし」などの句に出てくる「天下」という語は戦国時代以前は使われなかった語であり、春秋時代の書物とはいえない[12]。
- 「多く蔵すれば必ず厚く亡ぶ」の句は楊朱の思想から影響を受けている[13]。
- 戦争に反対する思想の多くは宋子（宋牼）に由来するのであろう[13]。

### テキストについて
『老子道徳経』には古来からの伝本によるテキストと、出土資料に基づくテキストがあり、現代の『老子』関係の書物はこれらを比較検討して作られているものが多い。古来からの伝本によるテキストも、出土資料も異本が非常に多い。
書誌学者の谷沢永一は、以下のように指摘している。
古来からの伝本によるテキストは、安冨歩によれば王弼本、河上公本、想爾本、玄宗御注本の四系統に大別されるという。

古来の伝本では『正統道蔵』の洞神部玉訣類に収める王弼本の『道德真經註』が古来から良く用いられた。これを「王注道蔵本」という。王弼の整理したテキストが後世道蔵に収録されたものである。ただこの本は錯簡（文章の入れ違い）が多いとされ、江戸時代の儒者宇佐美灊水（うさみ しんすい）が再度校定した「宇佐美本」が別に作られている。この宇佐美本を底本とする書も多い。例えば金谷治訳『老子』は「宇佐美本」と「馬王堆帛書本」を比較検討したものである。
出土資料としては、郭店一号楚墓から出土した戦国中期の残簡（郭店楚簡）が最古である。これを「郭店楚簡老子」という。ただ、「郭店楚簡本」は現在の老子テキストが完成される前のものと考えられ、現在のテキストとは大幅に異なる。原文の考証を行った保立道久は「老子の草稿ではないか」としている。安冨歩は「老子の抜粋であろう」としている。
それに次ぐものとして馬王堆漢墓から出土した2種類の帛書（『老子』甲・乙）がある。大きな特徴は道蔵本と上巻・下巻の順序が逆であることである。甲本は劉邦の「邦」を避諱しておらず、漢以前のものである。破損が激しく読めない字も多い。いっぽう乙本の方は破損が少なく、ほとんど内容は道蔵本（王弼本）と同じである。ただし章の順序、切り方、文字の異動は相当ある。保立道久は「老子の決定稿はこちらであろう」としている。
現代の日本の翻訳書では「王注道蔵本」・「馬王堆帛書本」がよく用いられる。
漢以降の出土資料は北大漢簡や敦煌文献がある。

### 老子思想

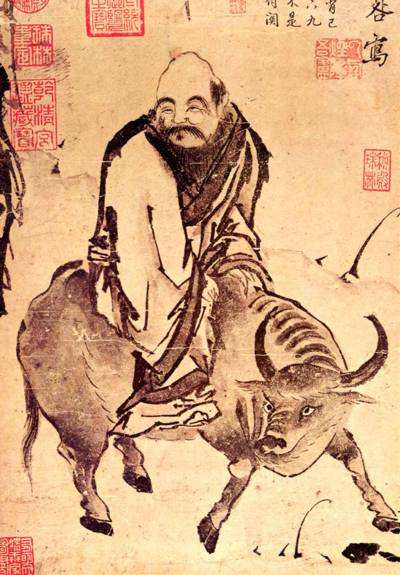
老子